# María Esther Ranalli
María Esther Ranalli (Buenos Aires, 1940) es una micóloga, botánica, curadora, profesora, exploradora argentina. Es doctora en Ciencias Biológicas. Desarrolla actividades académicas como directora del "Laboratorio de Estudios Sistemáticos y Fisiológicos de Hongos Superiores", en el "Departamento de Biodiversidad y Biología Experimental ", operando también como investigadora independiente del CONICET.

## Algunas publicaciones
- m.c. Giménez, a.m. Ramos, m.e. Ranalli. 2005. Estudio sistemático y biológico de las Ascoboláceas de Argentina XX. Aislamiento y cultivo de cinco especies de Saccobolus (Ascomycota) nuevas para Argentina. Cryptogamie Mycologie: 26 (1): 3-14

- d.a. Dokmetzian, a.m. Ramos, i.e. Cinto, m.e. Suárez, m.e. Ranalli. 2005. Algunas especies del género Coprotus (Thelebolaceae) nuevas para Argentina. Hickenia 3, 57: 243-252

- -------------------, m.e. Ranalli, b. Saidman. 2005. Isozyme analysis of twelve species of the genus Ascobolus. Mycotaxon. 92: 295-309

- i.e. Cinto, m.e. Ranalli. 2004. Estudio sistemático y biológico de las Ascoboláceas de Argentina XVIII. Dos especies de Ascobolus (Ascomycotina) nuevas para la Argentina. Physis, Secc. C, 59 (136-137): 37-40

- -------------------, m.c. Gimenez, i.e. Cinto, m.e. Ranalli. 2004. Estudio sistemático y biológico de la Ascoboláceas de Argentina XIX. Dos nuevas especies de Ascobolus (Ascomycota). Hickenia 2, 50: 205-211

- -------------------, m.e. Ranalli. 2004. Crecimiento de especies del género Ascobolus. II. (Pezizales – Ascomycota). Revista Iberoamericana de Micología 21: 96-99

- m.e. Gally, s.e. López, d.a. Dokmetzian, m.e. Ranalli, a.m. Ramos, d.e. Barreto. 2003. Cinética de crecimiento in vitro de cepas argentinas de Phytophtora sojae. Revista de Investigaciones Agropecuarias 32 (1): 39-47

- d. Dokmetzian, m.e. Ranalli. 2002. A natural mutant of Ascobolus michaudi. Mycotaxon 81: 243-249

- a.m. Ramos, m.e. Ranalli, f. Forchiassin, b.o. Saidman. 2000. Isozyme analysis of different species of Saccobolus. Mycotaxon 74: 447-462

- --------------, f. Forchiassin, m.e. Ranal1i.. 2000. Uso de isoenzimas de endo-(-D-l,4 glucanasa y variables fisio1ógicas para la delimitación de especies del género Saccobolus. Polibotanica 10: 23-37

- --------------, d. Dokmetzian, m.e. Ranalli. 2000. Cinética de crecimiento en especies del género Coprotus. Physis, Secc. C, 58 (134-135): 27-30

- d. Dokmetzian, m.e. Ranalli. 2000. Taxonomía numérica de algunas especies del género Ascobolus. Physis, Secc. C, 58 (134-135): 103-108

- nora Mouso de Cachi, maria e. Ranalli. 1989. Development and cytology of Iodophanus carneus (Pezizales- Ascobolaceae). Nova hedwigia 49

- irma j. Gamundi, maría e. Ranalli. 1966. Estudio sistemático y biológico de las Ascoboláceas de Argentina. 2. Nova Hedwigia 10: 339-366, 7 fig.

### Libros y capítulos
- 1974. Estudio Sistemática Y Biológico de las Ascoboláceas de Argentina.

## Honores
Miembro de
- Federación Argentina de Mujeres Universitarias - FAMU

- La abreviatura «Ranalli» se emplea para indicar a María Esther Ranalli como autoridad en la descripción y clasificación científica de los vegetales.[2]